# Johan Lindskog
Johan Edvard Lindskog, född 17 september 1969, är en svensk fotograf och journalist.
Under tio år var Lindskog chefredaktör för tidningen Res. Han var också en av grundarna av tidningen Bon. Han har även varit chefredaktör för modebranschens tidning Habit samt Plaza Magazine. Lindskog var en i teamet som producerade tv-programmet Grattis världen, belönat med Kristallen 2006 för bästa livsstilsprogram.